# مكتب سياسة التقنية
مكتب سياسة التقنية هو مكتب داخل المعهد الوطني للمعايير والتكنولوجيا. كان في السابق مكتب لإدارة التقنية التابع لوزارة التجارة الأمريكية. يعمل المكتب مع وزارة الصناعة لتعزيز القدرة التنافسية ويدافع عن سياسات متكاملة لتعظيم تأثير التقنية على النمو الاقتصادي.
يعتبر المكتب الوحيد في الحكومة الفيدرالية في الولايات المتحدة وله مهمة واضحة تتمثل في تطوير ودعم السياسات والمبادرات الوطنية التي تستخدم التقنية لبناء القوة الاقتصادية الأمريكية. وتشمل الأهداف المعلنة خلق وظائف عالية الأجور وتحسين نوعية الحياة في الولايات المتحدة.